# 奥阿仁駅
奥阿仁駅（おくあにえき）は秋田県北秋田市阿仁戸鳥内字小倉岱にある、秋田内陸縦貫鉄道秋田内陸線の駅。

## 歴史
- 1989年（平成元年）4月1日：秋田内陸縦貫鉄道の駅として北秋田郡阿仁町に開業[1][2]。無人駅[2]。

## 駅構造
単式ホーム1面1線を有する地上駅。無人駅で駅舎はないが待合所が設置されている。

## 利用状況
| 1日乗降人員推移 | 1日乗降人員推移 |
| 年度            | 1日平均人数     |
| --------------- | --------------- |
| 2016年          | 1               |
| 2017年          | 1               |
| 2018年          | 1               |

## 駅周辺
- 秋田県道308号河辺阿仁線
- 打当川（）

## その他
岩佐美咲の楽曲、「無人駅」のミュージック・ビデオや通常盤のジャケット写真は当駅で撮影された。

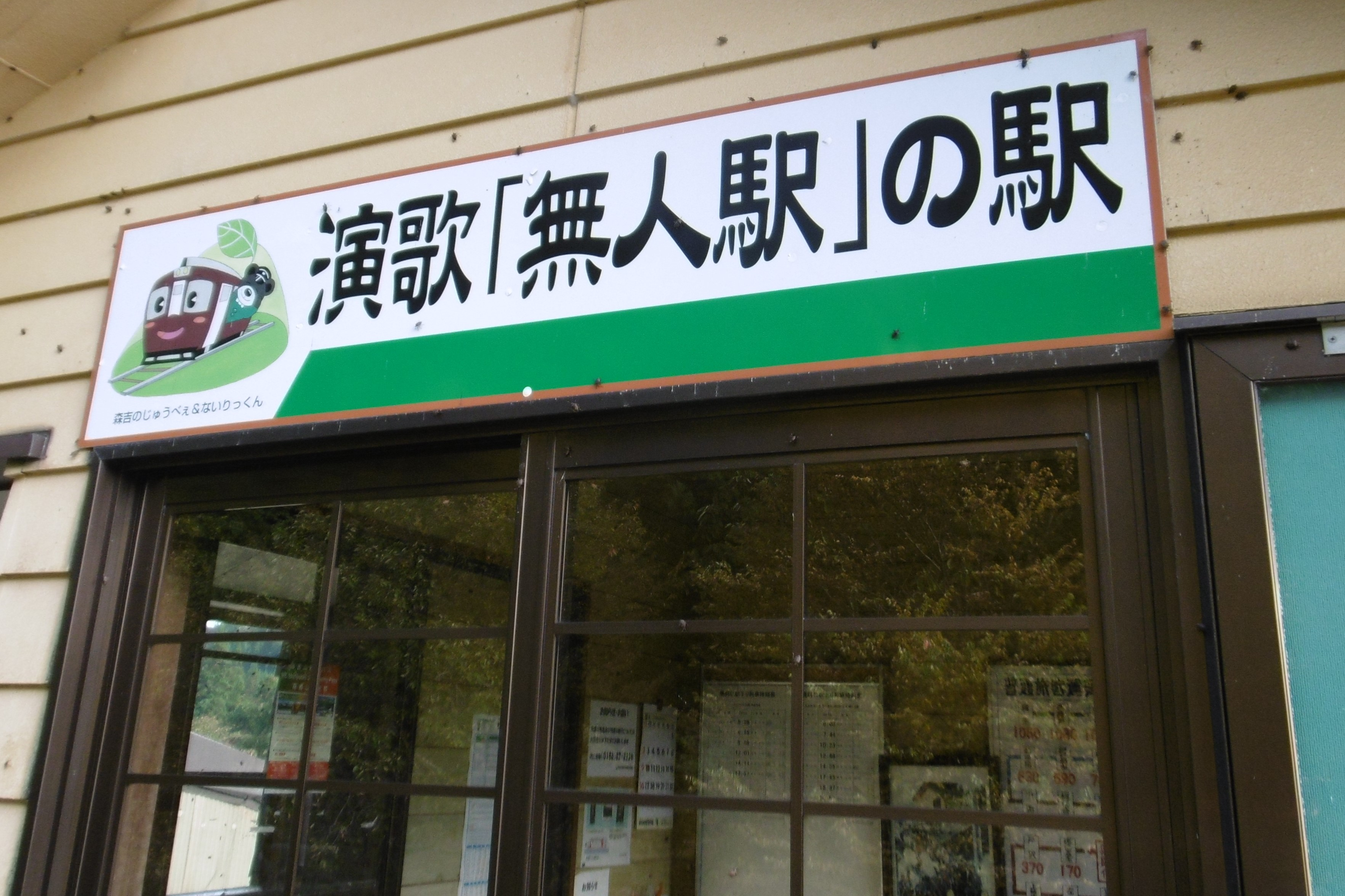
『演歌「無人駅」の駅』という看板

## 隣の駅
秋田内陸縦貫鉄道
■秋田内陸線
□快速（上り列車のみ停車）・■普通
比立内駅 - 奥阿仁駅 - 阿仁マタギ駅